# Nicolò Asaro
Nicolò Asaro (San Cataldo, 10 febbraio 1920 – San Cataldo, 22 gennaio 1973) è stato un politico italiano.

## Biografia
Nacque a San Cataldo il 10 febbraio 1920 da un'antica e agiata famiglia. Laureatosi a Palermo in matematica e fisica, fu per anni professore di scuola media e per qualche tempo preside incaricato, fino a quando nel 1963 fu eletto Senatore della Repubblica Italiana, nelle liste del Partito Socialista Italiano nella IV Legislatura.

## Incarichi ricoperti al Senato
- Gruppo partito socialista italiano: ne fu membro dal 16 maggio 1963 al 10 novembre 1966.
- Gruppo PSI-PSDI unificati: ne fu membro dall'11 novembre 1966 al 4 agosto 1968.
- 7ª Commissione permanente (Lavori pubblici, trasporti, poste e tel. e Marina mercantile: ne fu membro dal 12 dicembre 1966 al 4 giugno 1968.
- 8ª Commissione permanente (Agricoltura e foreste): ne fu membro dal 12 marzo 1964 all'11 dicembre 1966.
- 9ª Commissione permanente (Industria, commercio interno ed esterno, turismo: ne fu membro dal 3 luglio 1963 all'11 marzo 1964.
- Commissione parlamentare d'inchiesta sul fenomeno della "mafia": ne fu membro dal 21 dicembre 1963 al 30 settembre 1964 e dal 22 novembre 1966 al 4 giugno 1968.

## Ritiro dal Senato e morte
Al Comune di San Cataldo fu consigliere comunale. Morì nella sua città, il 22 gennaio 1973. È sepolto nel cimitero di San Cataldo.